# Lithocarpus pachycarpus
Lithocarpus pachycarpus là một loài thực vật có hoa trong họ Cử. Loài này được (Hickel & A.Camus) A.Camus mô tả khoa học đầu tiên năm 1931.